# Ptochophyle orana
Ptochophyle orana är en fjärilsart som beskrevs av Pierre E.L. Viette 1978. Ptochophyle orana ingår i släktet Ptochophyle och familjen mätare. Inga underarter finns listade.